# Gwiaździca

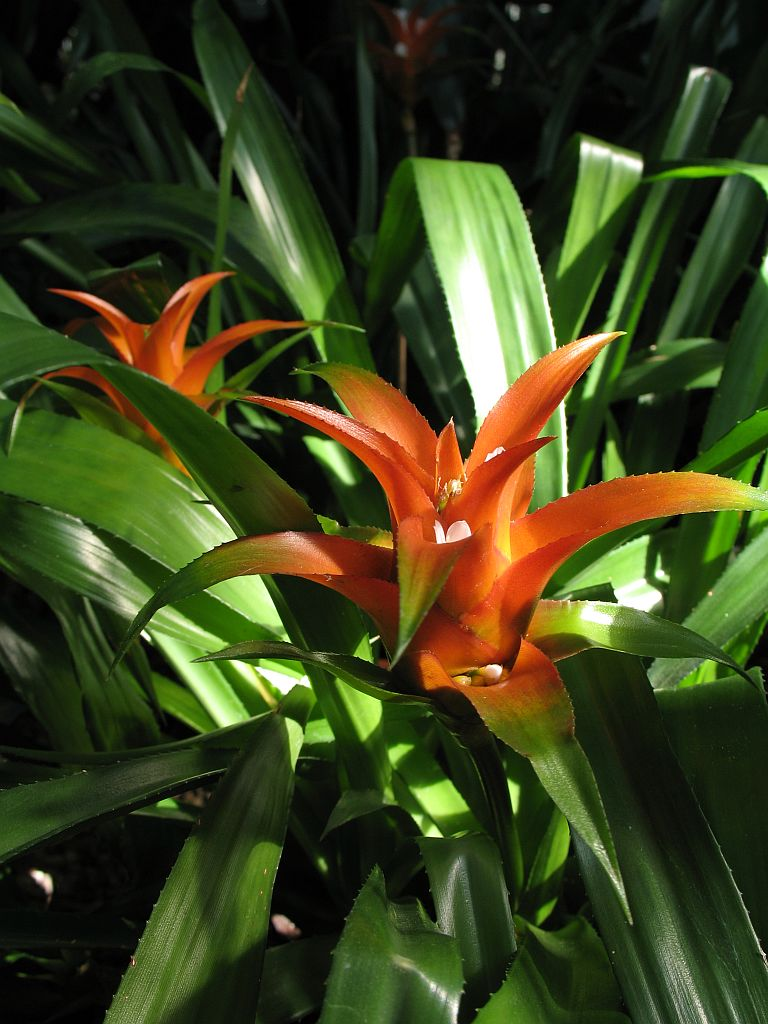
Nidularium billbergioides

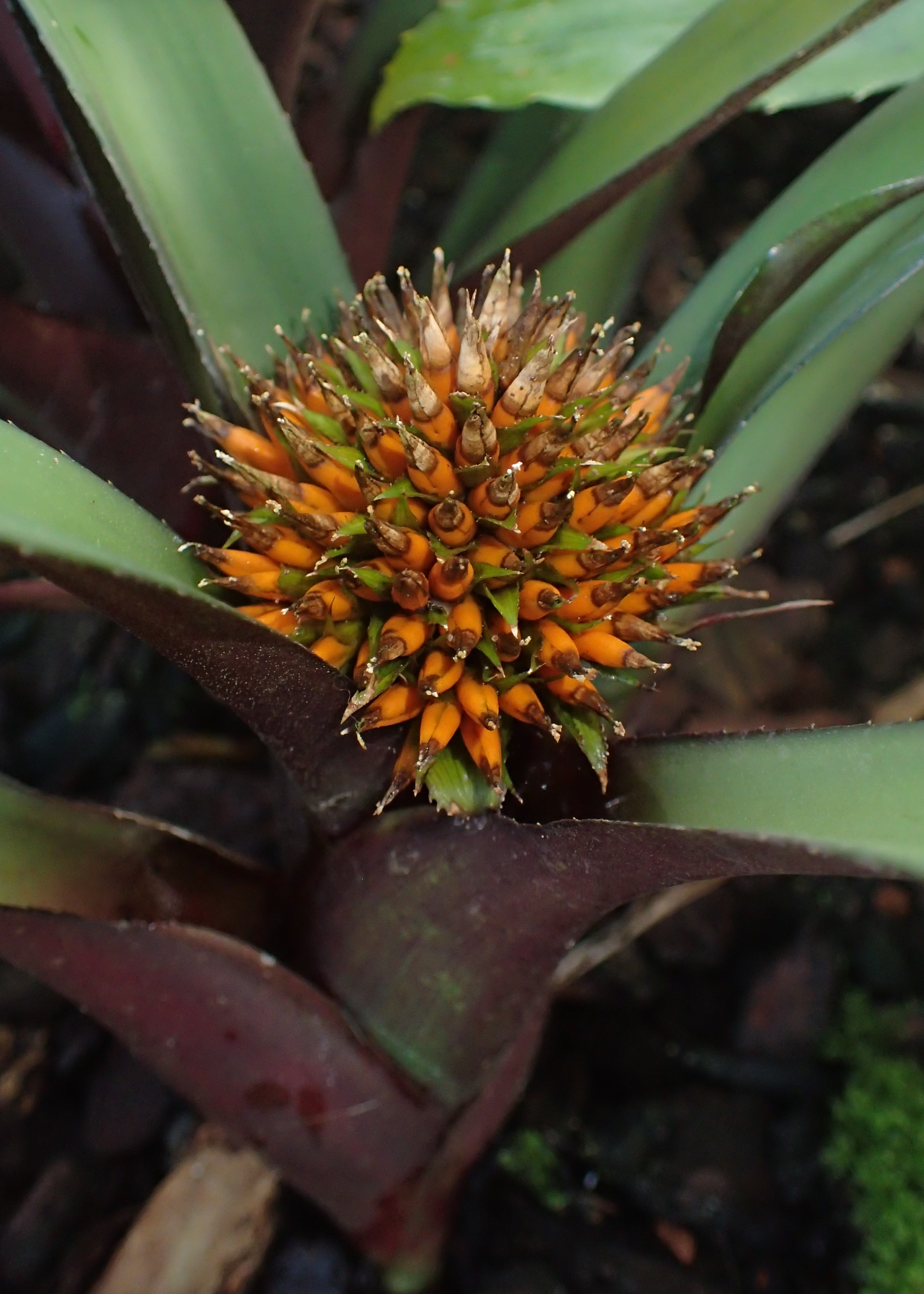
Nidularium burchellii - owoce

Gwiaździca, nidularium (Nidularium) – rodzaj roślin z rodziny bromeliowatych (Bromeliaceae). Obejmuje 50–54 gatunki. Wszystkie występują w Ameryce Południowej, we wschodniej i południowej części Brazylii. Są to rośliny epifityczne, ale też naziemne, rosnące w lasach deszczowych do 2000 m n.p.m. Rośliny te ze względu na oryginalny, atrakcyjny wygląd uprawiane są jako ozdobne, w szczególności gatunki: N. fulgens, N. innnocenti, N. procerum i N. billbergioides.
W klimacie umiarkowanym rośliny te uprawiane są w pomieszczeniach. W gruncie uprawiane mogą być na obszarach, gdzie zimą temperatury spadają maksymalnie do -5°C (tyle toleruje najbardziej odporny N. fulgens). Rośliny najlepiej rosną w półcieniu i w dużej wilgotności – wymagają zraszania i podlewania wodą miękką, a wnętrza rozet od wiosny do jesieni powinny być wypełnione wodą.
Naukowa nazwa rodzajowa utworzona została z łacińskiego słowa nidulum znaczącego „małe gniazdko”.

## Morfologia

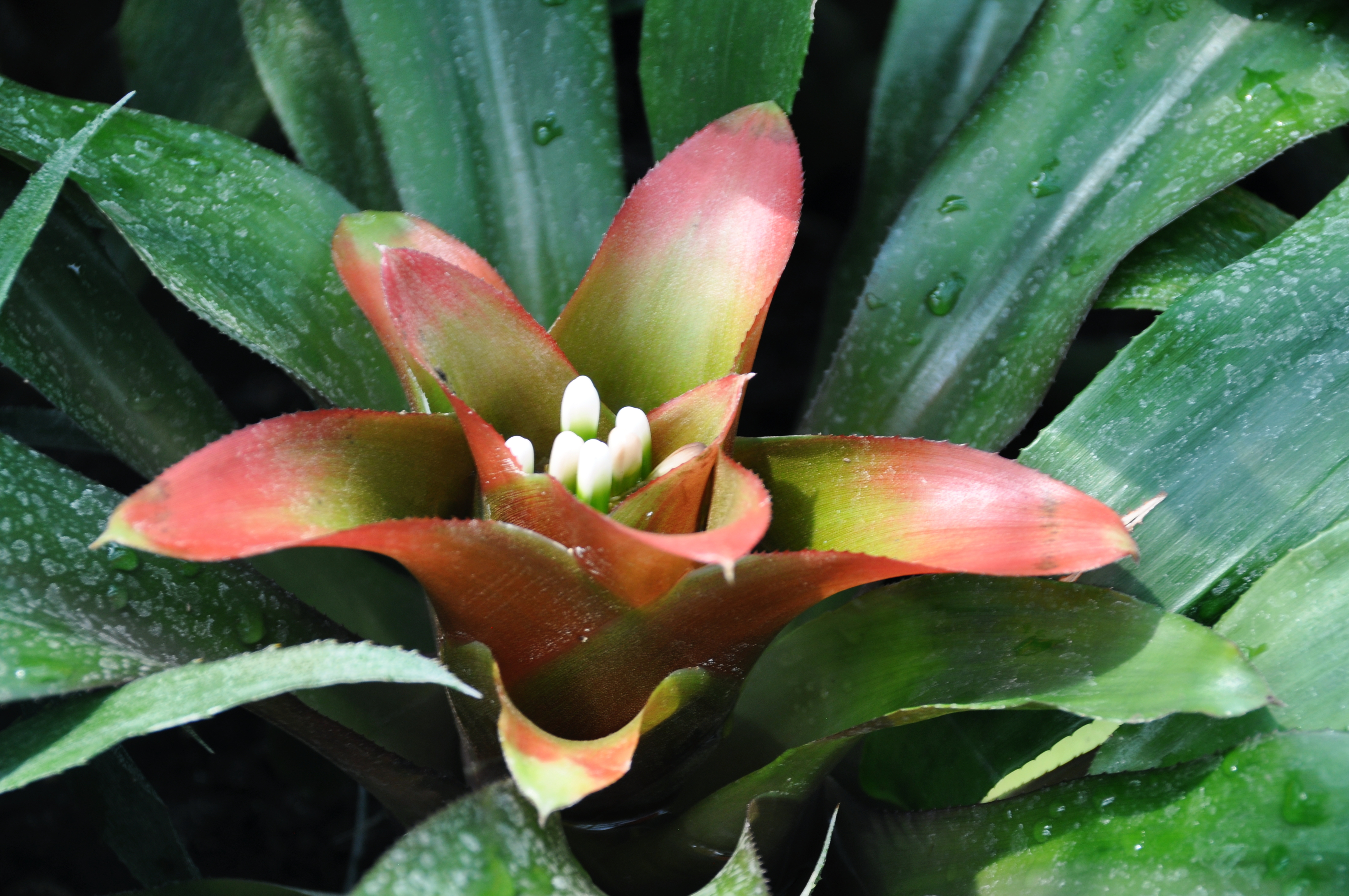
Nidularium innocentii var. erubescens

PokrójBezłodygowe, zimozielone byliny tworzące szerokie (zwykle od 0,4 do 1,2 m średnicy) i dość niskie rozety (do 0,3 m).
LiścieSkórzaste, tworzą lejkowate zbiorniczki u nasady. Blaszka równowąska do lancetowatej, na brzegu z ostrymi ząbkami.
KwiatyZebrane w spłaszczone pęczki wyrastające w kątach jaskrawo zabarwionych, okazałych podsadek. Kwiaty siedzące lub rzadziej szypułkowe wyrastają wsparte błoniastą przysadką. Listki zewnętrznego okółka okwiatu podługowate, czasem bardzo wąskie, są mniej lub bardziej zrośnięte. Listki wewnętrznego okółka zrośnięte w dolnej części w rurkę, nagie, rzadziej z pionowymi zmarszczkami. Ostre końce płatków skierowane są prosto ku górze lub są w różnym stopniu odgięte. Okwiat jest zwykle zielonkawy u nasady i biały w górnej części. Pręciki nie wystają z okwiatu. Zalążnia dolna, trójkomorowa z licznymi zalążkami.
OwoceJagody.

## Systematyka
Rodzaj z rodziny bromeliowatych Bromeliaceae, a w jej obrębie z podrodziny Bromelioideae Burnett. 
W różnych ujęciach wyłączane lub włączane są tu gatunki z rodzaju Canistropsis.
Wykaz gatunków
- Nidularium albiflorum (L.B.Sm.) Leme
- Nidularium alegrense Leme & L.Kollmann
- Nidularium altimontanum Leme
- Nidularium alvimii W.Weber
- Nidularium amazonicum (Baker) Linden & É.Morren ex Lindm.
- Nidularium amorimii Leme
- Nidularium angustibracteatum Leme
- Nidularium angustifolium Ule
- Nidularium antoineanum Wawra
- Nidularium apiculatum L.B.Sm.
- Nidularium atalaiaense E.Pereira & Leme
- Nidularium azureum (L.B.Sm.) Leme
- Nidularium bicolor (E.Pereira) Leme
- Nidularium billbergioides (Schult. & Schult.f.) L.B.Sm.
- Nidularium bocainensis Leme
- Nidularium burchellii (Baker) Mez
- Nidularium campo-alegrensis Leme
- Nidularium campos-portoi (L.B.Sm.) Leme
- Nidularium cariacicaense (W.Weber) Leme
- Nidularium catarinense Leme
- Nidularium corallinum (Leme) Leme
- Nidularium correia-araujoi E.Pereira & Leme
- Nidularium espiritosantense Leme
- Nidularium exiguum (E.Pereira & Leme) B.A.Moreira, Wand. & Martinelli
- Nidularium ferdinando-coburgii Wawra
- Nidularium ferrugineum Leme
- Nidularium fradense Leme
- Nidularium fulgens Lem.
- Nidularium innocentii Lem.
- Nidularium itatiaiae L.B.Sm.
- Nidularium jonesianum Leme
- Nidularium kautskyanum Leme
- Nidularium krisgreeniae Leme
- Nidularium linehamii Leme
- Nidularium longiflorum Ule
- Nidularium lymanioides E.Pereira & Leme
- Nidularium mangaratibense Leme
- Nidularium marigoi Leme
- Nidularium microps É.Morren ex Mez
- Nidularium minutum Mez
- Nidularium organense Leme
- Nidularium picinguabensis Leme
- Nidularium procerum Lindm.
- Nidularium pulcherrimum E.Pereira & Leme
- Nidularium purpureum Beer
- Nidularium rolfianum Leme
- Nidularium rosulatum Ule
- Nidularium rubens Mez
- Nidularium rutilans É.Morren
- Nidularium scheremetiewii Regel
- Nidularium seidelii L.B.Sm. & Reitz
- Nidularium serratum Leme
- Nidularium utriculosum Ule
- Nidularium viridipetalum Leme